# Mansfield Town Football Club
Maillots
Actualités
Le Mansfield Town Football Club est un club de football anglais fondé en 1897. Le club, basé à Mansfield, évolue depuis la saison 2024-25 en EFL League One (troisième division anglaise)

## Repères historiques
- 1897 : fondation du club sous le nom de Mansfield Wesleyans
- 1906 : le club est renommé Mansfield Wesley et adopte le statut professionnel
- 1910 : le club est renommé Mansfield Town FC
- 1931 : le club rejoint la League (Division 3-Sud)
- 2024 : le club est promu à Football League One (troisième division anglaise)

## Palmarès
- Championnat d'Angleterre de troisième division : 
  - Champion : 1977

- Championnat d'Angleterre de quatrième division : 
  - Champion : 1975

- Championnat d'Angleterre de cinquième division : 
  - Champion : 2013

- Championnat d'Angleterre de D3-Nord : 
  - Vice-champion : 1951

- Football League Trophy : 
  - Vainqueur : 1987

## Joueurs et personnalités du club

### Entraîneurs
Le tableau suivant présente la liste des entraîneurs du club depuis 1926.
| Rang | Nom             | Période              |
| ---- | --------------- | -------------------- |
| 1    | John Baynes     | 1922-1925            |
| 2    | Teddy Davison   | 1926-1928            |
| 3    | Jack Hickling   | 1928-1933            |
| 4    | Henry Martin    | 1933-1935            |
| 5    | Charlie Bell    | 1935                 |
| 6    | Harold Wightman | 1936                 |
| 7    | Harry Parkes    | mai 1936-janv. 1938  |
| 8    | John Poole      | 1938-1944            |
| 9    | Lloyd Barke     | 1944-1945            |
| 10   | Roy Goodall     | 1945-1949            |
| 11   | Freddie Steele  | 1949-1951            |
| 12   | George Jobey    | 1952-1953            |
| 13   | Stan Mercer     | 1953-1955            |
| 14   | Charlie Mitten  | févr. 1956-juin 1958 |
| 15   | Sam Weaver      | juin 1958-janv. 1960 |
| 2    | Raich Carter    | janv. 1960-mars 1963 |

| Rang | Nom                    | Période               |
| ---- | ---------------------- | --------------------- |
| 3    | Tommy Cummings         | mars 1963-1967        |
| 4    | Tommy Eggleston        | 1967-1970             |
| 1    | Jock Basford           | 1970-1971             |
| 2    | Danny Williams         | 1971-1974             |
| 3    | Dave Smith             | 1974-1976             |
| 4    | Peter Morris           | 1976-1978             |
| 5    | Billy Bingham          | févr. 1978-1979       |
| 6    | Mick Jones             | 1979-1981             |
| 7    | Stuart Boam            | juil. 1981-janv. 1983 |
| 8    | Ian Greaves            | janv. 1983-févr. 1989 |
| 9    | George Foster          | févr. 1989-août 1993  |
| 2    | Paul Holland (intérim) | août 1993             |
| 10   | Andy King              | août 1993-juil. 1996  |
| 11   | Steve Parkin           | juil. 1996-1999       |
| 12   | Bill Dearden           | juin 1999-janv. 2002  |
| 13   | Stuart Watkiss         | janv. 2002-déc. 2002  |

| Rang | Nom                                  | Période              |
| ---- | ------------------------------------ | -------------------- |
| 14   | Keith Curle                          | déc. 2002-nov. 2004  |
| 15   | Carlton Palmer                       | nov. 2004-sept. 2005 |
| 1    | Peter Shirtliff                      | sept. 2005-déc. 2006 |
| 2    | Paul Holland (intérim)               | déc. 2006            |
| 3    | Bill Dearden                         | déc. 2006-mars 2008  |
| 4    | Paul Holland                         | mars 2008-juil. 2008 |
| 5    | Billy McEwan                         | juil. 2008-déc. 2008 |
| 6    | Adie Moses & Mark Stallard (intérim) | déc. 2008            |
| 7    | David Holdsworth                     | déc. 2008-nov. 2010  |
| 8    | Duncan Russell                       | nov. 2010-mai 2011   |
| 9    | Paul Hall                            | mai 2011             |
| 10   | Paul Cox                             | mai 2011-nov. 2014   |
| 11   | Adam Murray                          | nov. 2014-nov. 2016  |
| 12   | Steve Evans                          | nov. 2016-           |